# Zapel
Zapel is een gemeente in de Duitse deelstaat Mecklenburg-Voor-Pommeren, en maakt deel uit van het Landkreis Ludwigslust-Parchim.
Zapel telt 444 inwoners.